# Třída Acumi
Třída Acumi byla třída tankových výsadkových lodí japonských námořních sil sebeobrany. Celkem byly postaveny tři jednotky této třídy. Námořnictvo je provozovalo v letech 1972–2005.

## Pozadí vzniku
Tři jednotky této třídy postavila japonská loděnice Sasebo Heavy Industries v Sasebu.
Jednotky třídy Acumi:
| Jméno             | Zahájení stavby    | Spuštěna        | Vstup do služby    | Status                   |
| ----------------- | ------------------ | --------------- | ------------------ | ------------------------ |
| Acumi (LST-4101)  | 7. prosince 1971‎   | 13. června 1972 | 27. listopadu 1972 | vyřazena 13. února 1998  |
| Motobu (LST-4102) | 23. dubna 1973     | 3. srpna 1973   | 21. prosince 1973  | vyřazena 12. dubna 1999  |
| Nemoro (LST-4103) | 18. listopadu 1976 | 16. června 1977 | 27. října 1977     | vyřazena 21. května 2005 |

## Konstrukce

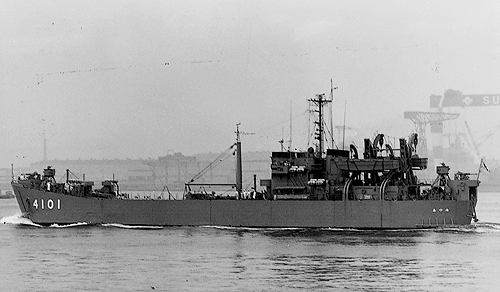
Acumi (LST-4101)

Plavidlo mělo kapacitu až 400 tun nákladu (např. až 20 vozidel) a 130 vojáků. Vozidla jej opouštěla příďovou rampou a dále byly využívány dva pěchotní vyloďovací čluny LCVP a jeden střední LCM. Obrannou výzbroj tvořily čtyři 40mm kanóny. Pohonný systém tvořily dva diesely Kawasaki-MAN V8V22/30AMTL o výkonu 4400 hp, pohánějící dva lodní šrouby. Nejvyšší rychlost dosahovala 13 uzlů.